# Sporormiella nigropurpurea
Sporormiella nigropurpurea är en svampart som beskrevs av Ellis & Everh. 1892. Sporormiella nigropurpurea ingår i släktet Sporormiella och familjen Sporormiaceae.   Inga underarter finns listade i Catalogue of Life.